# Saint-Fulgent

Saint-Fulgent este o comună în departamentul Vendée, Franța. În 2009 avea o populație de 3,548 de locuitori.